# Тайманов, Марк Евгеньевич
Марк Евгеньевич Тайманов (7 февраля 1926, Харьков — 28 ноября 2016, Санкт-Петербург) — советский и российский шахматист, международный гроссмейстер (1952), Заслуженный мастер спорта СССР (1991), чемпион СССР (1956), пятикратный чемпион Ленинграда (1948, 1950, 1952, 1961, 1973). Пианист.

## Биография
Родился в Харькове, где учились его родители (отец — в политехническом институте, мать — в консерватории). Вскоре семья переехала в Ленинград, с которым связана вся жизнь шахматиста и пианиста. Первые уроки музыки получил от матери.
В 1936 году снялся в главной роли мальчика-скрипача в фильме «Концерт Бетховена». Мальчика пригласили на торжественное открытие Ленинградского дворца пионеров и предложили ему выбрать любую секцию. Он выбрал шахматную, но продолжал заниматься музыкой.
Учился в Ленинградской консерватории в классе фортепиано вместе со своей будущей женой Любовью Брук. В марте 1943 года они оба приняли участие в концерте юных музыкантов в рамках празднования 80-летия консерватории в Ташкенте. Уже будучи известным гроссмейстером, продолжал концертную деятельность, выступая в дуэте с женой, записал несколько пластинок. В 1999 году два диска избранных записей дуэта Тайманова и Брук вошли в юбилейный двухсотдисковый бокс-сет Philips Records и Steinway & Sons Great Pianists of the 20th Century.
Четырнадцать раз играл в чемпионатах Ленинграда (с 1945 по 1998 годы), пять раз становился чемпионом. В чемпионатах СССР играл 23 раза, в 1956 году стал чемпионом страны.
Член символического клуба победителей чемпионов мира Михаила Чигорина с 3 декабря 1952 года.

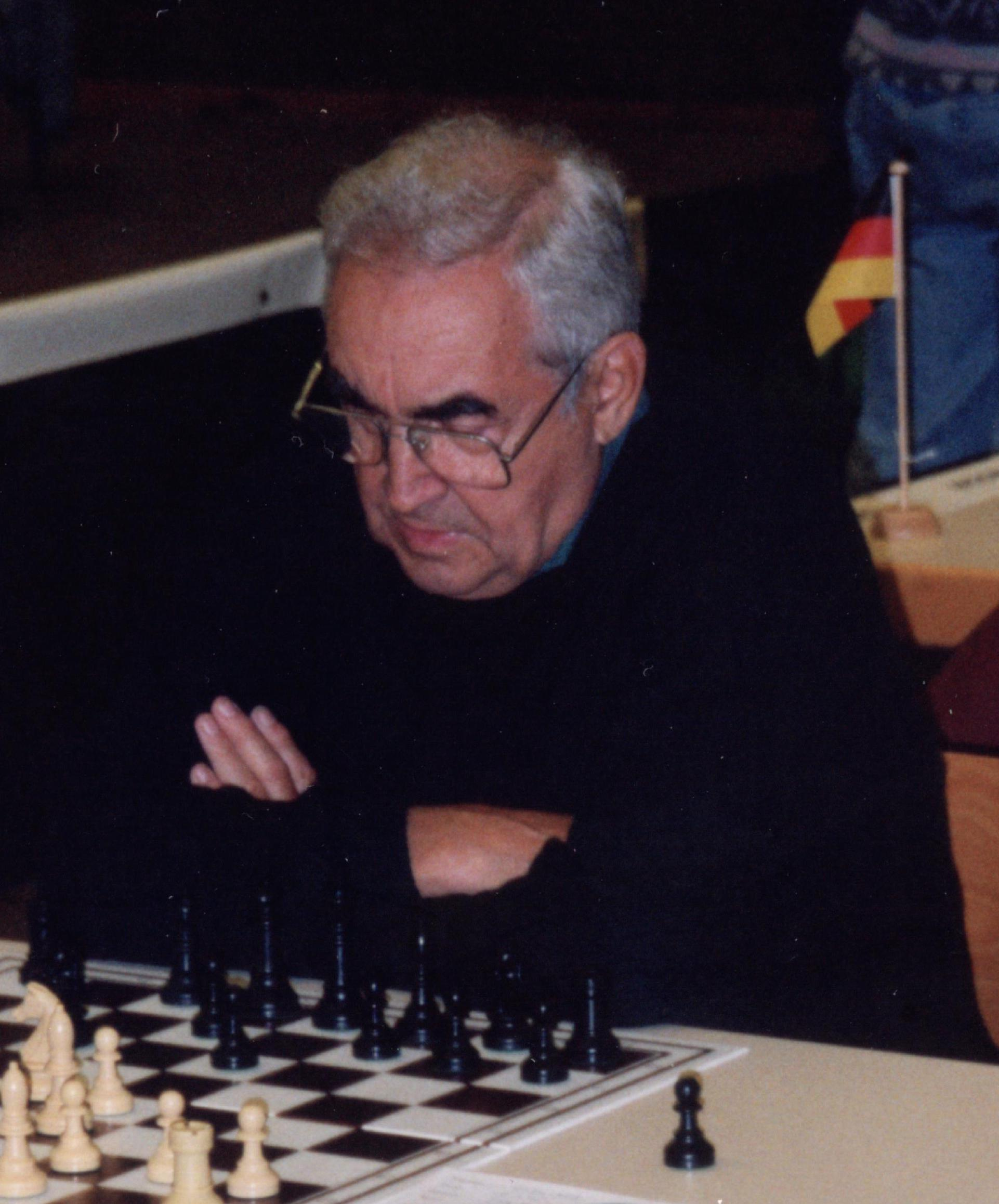
1996 год

Дважды принимал участие в претендентских соревнованиях. В 1953 году был в середине турнирной таблицы, в 1971 году в первом же матче проиграл Роберту Фишеру, будущему чемпиону мира, со счётом 0:6. Поражение было шоком для советского шахматного руководства. На таможне у Тайманова нашли книгу Александра Солженицына, изданную за рубежом, и 1100 незадекларированных гульденов (обычно шахматистов не досматривали), что стало поводом для репрессий против него: ему уменьшили государственную стипендию, перестали посылать на турниры за границу, лишили звания заслуженного мастера спорта СССР (восстановлен в звании в 1991 году) и исключили из сборной СССР.
Был известен как шахматный теоретик, внёсший большой вклад в теорию дебютов, особенно сицилианской защиты и защиты Нимцовича. Занимался шахматной журналистикой, вёл отдел в журнале «Огонёк», комментировал на телевидении партии матчей на первенство мира.
Последние 30 лет его жизни связаны с женой Надеждой. В возрасте 78 лет он стал отцом сразу двоих детей — двойняшек Маши и Димы. После матча с Фишером он расстался со своей первой женой, с которой прожил 27 лет. У шахматиста за плечами четыре брака. Всего у гроссмейстера трое детей.
23 мая 2014 г. в Санкт-Петербурге открылась шахматная школа гроссмейстера Тайманова.
Скончался 28 ноября 2016 года на 91-м году жизни в одной из больниц Санкт-Петербурга после полуторамесячного лечения.
Похоронен на Литераторских мостках недалеко от могилы мужа сестры.

## Семья
- Отец — Евгений Захарович Тайманов, из еврейской купеческой семьи, владевшей фабрикой электроприборов и походных армейских кухонь в Смоленске, откуда они бежали в Харьков во время Первой мировой войны[12][13]. Работал начальником цеха на Кировском заводе, затем главным инженером завода «Гидравлика», а после ареста брата (Григория Тайманова) в 1936 году[13] был вынужден устроиться на место завхоза в Ленинградской консерватории и, после войны, других ленинградских театров. Мать — Серафима Ивановна Тайманова (в девичестве Ильина), происходила из дворянской семьи.
- Сестра — Ирина Евгеньевна Тайманова (род. 1941), оперный режиссёр, профессор Санкт-Петербургской консерватории, заслуженный деятель искусств Российской Федерации[14]. Её муж — композитор В. А. Успенский.
- Брат — Роальд Евгеньевич Тайманов (род. 1933), физик-метролог.
- Первая жена — Любовь Александровна Брук (1926—1996), пианистка, выступала в фортепианном дуэте с сыном.
  - Сын — Игорь Маркович Тайманов (род. 1947), заведующий кафедрой общего курса и методики преподавания фортепиано Санкт-Петербургской государственной консерватории. Его жена — литературовед Татьяна Тайманова (дев. Симина; 1954—2020).
- Вторая жена (1972—1982) — Людмила Леоновна Тайманова (урождённая Слепян, 1936—1982).
- Третья жена — Евгения Юрьевна Авербах (род. 1945), дочь гроссмейстера Ю. Л. Авербаха[15].
- Четвёртая жена — Надежда Александровна Тайманова (урождённая Бахтина, род. 1961); дети-близнецы Мария и Дмитрий (2004)[16].

## Основные спортивные результаты
| Год       | Турнир                                           | Результат  | Место |
| --------- | ------------------------------------------------ | ---------- | ----- |
| 1948      | 22-й чемпионат Ленинграда                        | 12½ из 17  | 1     |
|           | 16-й чемпионат СССР                              | 6 из 18    | 18—19 |
| 1949      | 17-й чемпионат СССР                              | 12½ из 19  | 3—4   |
| 1950      | Международный турнир (Щавно-Здруй)               | 13½ из 19  | 2—4   |
|           | 24-й чемпионат Ленинграда                        | 9½ из 13   | 1     |
| 1951      | 19-й чемпионат СССР                              | 9½ из 17   | 6—8   |
| 1952      | Межзональный турнир (Стокгольм)                  | 13½ из 20  | 2—3   |
|           | 25-й чемпионат Ленинграда                        | 11½ из 13  | 1     |
|           | Международный турнир (Ливерпуль)                 |            | 1—2   |
|           | 20-й чемпионат СССР                              | 13½ из 19  | 1—2   |
| 1953      | Матч на первенство СССР с М. Ботвинником         | 2½ : 3½    |       |
|           | Турнир претендентов                              | 14 из 28   | 8—9   |
| 1954      | 21-й чемпионат СССР                              | 13 из 19   | 2—3   |
| 1955      | 22-й чемпионат СССР                              | 11 из 19   | 7—8   |
| 1956      | 23-й чемпионат СССР                              | 11½ из 17  | 1—3   |
|           | Дополнительный матч-турнир на первенство СССР    | 3 из 4     | 1     |
|           | Международный турнир (Рейкьявик)                 | 7 1/2 из 9 | 2—3   |
|           | Международный турнир (Москва)                    | 10½ из 15  | 3     |
| 1957      | 24-й чемпионат СССР                              | 11 из 21   | 10—11 |
| 1958      | 25-й чемпионат СССР                              | 9 из 18    | 12—13 |
| 1959      | 26-й чемпионат СССР                              | 12 из 19   | 4—5   |
|           | Международный турнир (Дрезден)                   |            | 1—2   |
| 1960      | 27-й чемпионат СССР                              | 10½ из 19  | 7—8   |
|           | Международный турнир (Санта-Фе)                  |            | 1—2   |
|           | Международный турнир (Ленинград)                 |            | 1     |
| 1961      | 28-й чемпионат СССР                              | 10 из 19   | 9—10  |
|           | Международный турнир (Дортмунд)                  |            | 1     |
|           | Международный турнир (Ростов-на-Дону)            |            | 1     |
|           | 34-й чемпионат Ленинграда                        | 13 из 18   | 1—2   |
|           | 29-й чемпионат СССР                              | 11½ из 20  | 6—7   |
| 1962      | Международный турнир (Марианске-Лазне)           |            | 1     |
|           | 30-й чемпионат СССР                              | 13½ из 19  | 2—3   |
| 1963      | Международный турнир (Люксембург)                |            | 1     |
|           | 31-й чемпионат СССР                              | 8½ из 19   | 14—15 |
| 1964      | Международный турнир (Гавана)                    |            | 3     |
| 1965      | Международный турнир (Будапешт)                  |            | 1—3   |
|           | Международный турнир (Копенгаген)                |            | 1—3   |
|           | 33-й чемпионат СССР                              | 13 из 19   | 3     |
| 1966      | Международный турнир (Хельсинки)                 |            | 1     |
|           | Международный турнир (Гаррахов)                  |            | 3—4   |
| 1966—1967 | 34-й чемпионат СССР                              | 12 из 20   | 3—5   |
| 1967      | Международный турнир (Ленинград)                 |            | 3—4   |
|           | 35-й чемпионат СССР                              | 9½ из 13   | 3—5   |
|           | Международный турнир (Гавана)                    |            | 2     |
| 1968      | Международный турнир (Рейкьявик)                 |            | 1—2   |
| 1969      | Международный турнир (Венеция)                   |            | 2—7   |
|           | Международный турнир (Залаэгерсег)               |            | 1     |
|           | 37-й чемпионат СССР                              | 13½ из 22  | 3—5   |
| 1970      | Международный турнир (Вейк-ан-Зее)               |            | 1     |
|           | Международный турнир (Скопье)                    |            | 1—2   |
|           | «Матч века» (Белград)                            | 2½ из 4    |       |
|           | Межзональный турнир (Пальма-де-Майорка)          | 14 из 23   | 5—6   |
| 1971      | 39-й чемпионат СССР                              | 11 из 21   | 9     |
|           | Четвертьфинальный матч претендентов с Р. Фишером | 0 : 6      |       |
| 1972      | Международный турнир (Сухуми)                    |            | 3     |
| 1973      | 46-й чемпионат Ленинграда                        | 9 из 14    | 1     |
|           | Межзональный турнир (Ленинград)                  | 8½ из 17   | 8—10  |
|           | Международный турнир (Бухарест)                  |            | 1     |
|           | 41-й чемпионат СССР                              | 8 из 16    | 9—12  |
| 1974      | Международный турнир (Врнячка-Баня)              |            | 2     |
|           | Международный турнир (Албена)                    |            | 1     |
|           | 42-й чемпионат СССР                              | 6 из 15    | 13—15 |
| 1975      | Международный турнир (Дечин)                     |            | 1     |
| 1976      | 44-й чемпионат СССР                              | 7 из 17    | 14—15 |
| 1977      | Международный турнир (Врнячка-Баня)              |            | 2—3   |
| 1979      | Международный турнир (Бухарест)                  |            | 1     |
|           | Международный турнир (Вроцлав)                   |            | 1—2   |
| 1981      | Международный турнир (Вейк-ан-Зее)               |            | 3—4   |
| 1982      | Международный турнир (Будапешт)                  |            | 2—3   |
| 1983      | Международный турнир (Баку)                      |            | 4—6   |
| 1984      | Международный турнир (Ленинград)                 |            | 4—7   |
| 1985      | Международный турнир (Лиссабон)                  |            | 1     |
| 1987      | Международный турнир (Сезимбра)                  |            | 2—3   |

В составе сборной СССР Тайманов победил на шахматной олимпиаде 1956 года и 4 раза — на чемпионатах Европы.

## Изменения рейтинга
| Графики недоступны из-за технических проблем. См. информацию на Фабрикаторе и на mediawiki.org. |

## Награды
- орден Почёта (30.08.1996)[18]
- Медаль «За трудовую доблесть» (27.04.1957) — «за успехи, достигнутые в деле развития массового физкультурного движения в стране, повышения мастерства советских спортсменов, и успешное выступление на международных соревнованиях»

## Книги
- Защита Нимцовича: Анализ основных дебютных систем. — М.: Физкультура и спорт, 1956. — 238 с. (2-е изд. 1960).
- Зарубежные встречи: Из дневников шахматиста. — Л.: Лениздат, 1958. — 297, [5] с.
- Защита Нимцовича. — М.: Физкультура и спорт, 1985. — 384 с. — (Теория дебютов). — 100 000 экз.
- Матч на первенство мира Карпов — Каспаров. — М.: Физкультура и спорт, 1986. — 238, [2] с., [10] л. ил. (В соавторстве с Ю. Авербахом)
- Я был жертвой Фишера. — СПб.: Шахфорум, 1993. — 110, [1] с. — ISBN 5-87395-001-6.
- Вспоминая самых-самых… — СПб.: Ретро, 2003. — 287 с., [16] л. ил. — ISBN 5-94855-007-9.
- Шахматная школа Марка Тайманова. — Русский шахматный дом, 2008. — 256 с. — ISBN 978-5-94693-066-6.

## Фильмография
- 1936 — Концерт Бетховена (Янка)
- 1972 — Гроссмейстер (камео)